# Colazo
Colazo é um município da província de Córdova, na Argentina.